# Kop of munt
Kop of munt of kruis of munt, ook tossen (Engels: toss, opgooien) genoemd, is een lotingsprocedure waarbij een munt opgegooid wordt om te kiezen uit twee mogelijkheden. Vaak ook om te beslissen over een twistpunt tussen twee partijen, waarbij de ene partij vraagt: 'kop of munt?', dat wil zeggen 'zullen we er om loten wie gelijk heeft'. De beslissing wordt door het toeval bepaald door het opgooien van een muntstuk, zodat beide mogelijkheden gelijke kans hebben. Nadat is afgesproken welke betekenis kruis en munt zullen hebben, wordt de munt hoog en wentelend opgegooid. Na het vallen is duidelijk welke zijde zichtbaar boven ligt, dus welke beslissing wordt genomen.
Een enkel woord kan voldoende zijn om de afspraak te maken, mits beide partijen op de hoogte zijn van de betekenis. Iemand zegt "munt" voordat de munt wordt opgegooid, wat "als het munt is win ik, als het kruis is win jij"  betekent.

## Geschiedenis

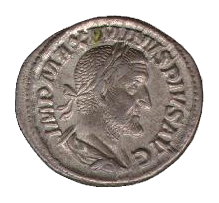
Een denarius bij Maximinus

De oorsprong van het werpen met een munt ligt in de interpretatie van de uitkomst als goddelijke wilsuitdrukking.
Het werpen met een munt stond bij de Romeinen bekend als navia aut caput, schip of hoofd, aangezien bij bepaalde munten een schip op de ene kant stond afgebeeld en het hoofd van een Romeinse keizer op de andere.

## Fraude en onenigheid
Onenigheid en discussie tussen beide partijen achteraf kan ontstaan door het niet goed onderscheiden, afspreken en bekend zijn van de partijen en/of standpunten. Onderdeel van de procedure is het wederzijds vertrouwen de uitkomst te respecteren. De mogelijkheid tot fraude zit vooral in het gestuurd gooien van de munt, met hogere winstkansen voor een bepaalde zijde, of zelfs in het gebruiken van een gemanipuleerde munt, bijvoorbeeld met een zware zijde.
Om zeker te zijn dat de gebruikte munt zuiver is, zodat beide mogelijkheden een kans van 50% hebben, kan twee keer met de munt gegooid worden. De uitkomst munt-kruis stelt dan de ene mogelijkheid voor en de uitkomst kruis-munt de andere. Zijn beide worpen gelijk: munt-munt of kruis-kruis, dan gooit men opnieuw.

## Toepassing

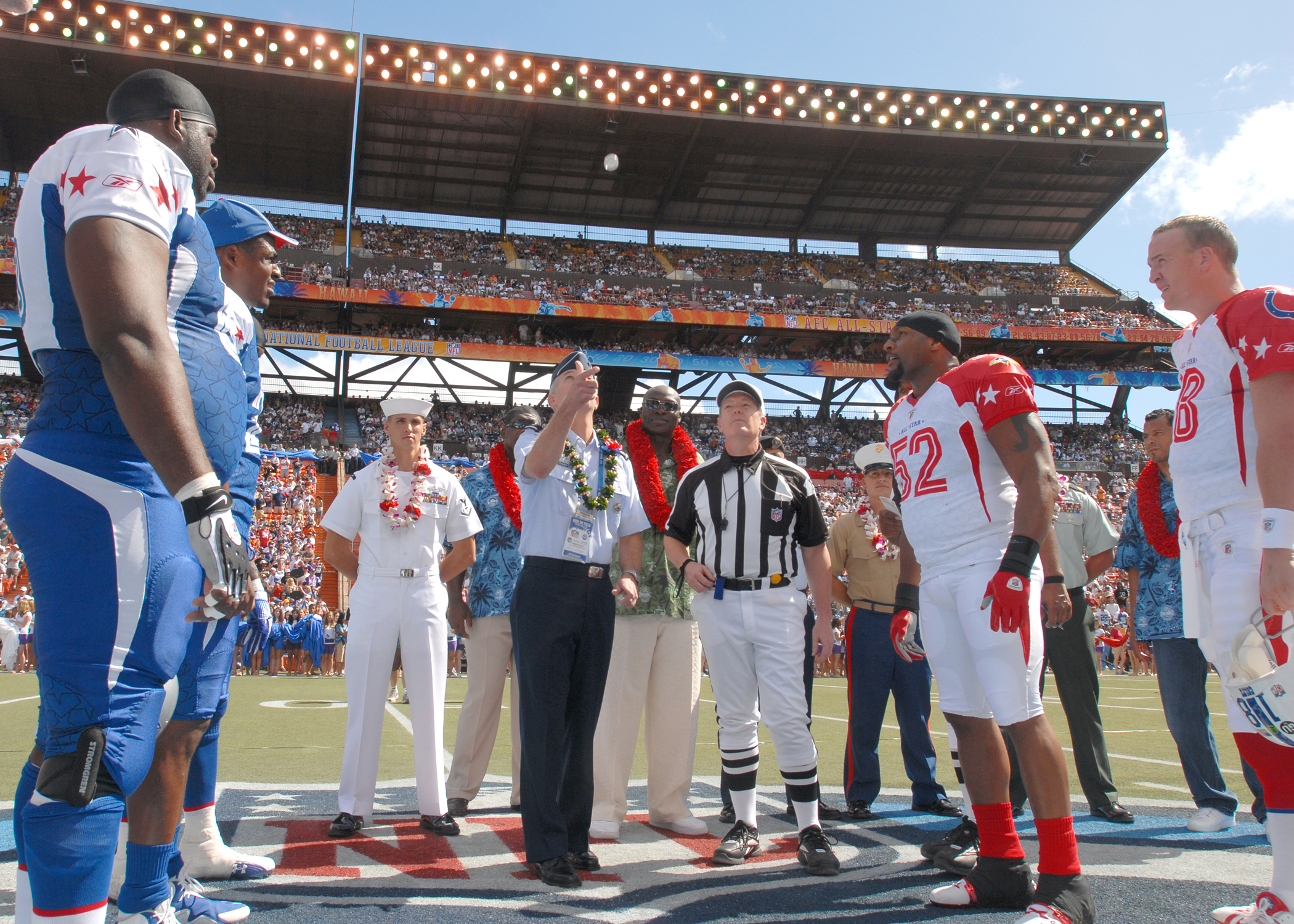
Kruis of munt ter bepaling van de speelrichting tijdens de Pro Bowl

Onder de naam tossen wordt 'kruis of munt' gebruikt in het voetbal en sommige andere sporten, voor het bepalen van de speelrichting in de eerste helft en wie met het spel mag beginnen. Hiermee kan voordeel worden behaald door rekening te houden met de zon of de windrichting. Dit voordeel is betrekkelijk, doordat bij een tweede helft de speelrichting wisselt.

## Kansrekening
In de kansrekening wordt een worp met een munt gebruikt als voorbeeld van een kansexperiment met twee uitkomsten, {\displaystyle \Omega =\{{\text{kruis, munt}}\}}, voor het gemak ook genoteerd als {\displaystyle \Omega =\{0,1\}}. De bijbehorende kansfunctie is in het algemeen van de vorm:
{\displaystyle p(1)=p,\quad p(0)=1-p}
Deze kansverdeling is de bernoulli-verdeling met kans {\displaystyle p} op succes. Voor een munt, waarbij geen voorkeur voor een van de zijden bestaat, is {\displaystyle p=1/2}.

## Generalisatie
Met een munt kan men uit twee mogelijkheden kiezen. Zijn er meer mogelijkheden, dan kan men een dobbelsteen gebruiken. 	 	

## Wetenswaardigheden
- Een door kinderen wel gehanteerde methode om een willekeurige beslissing te nemen is 'steen, papier, schaar'. Daarbij zijn helemaal geen hulpmiddelen nodig.
- De uitdrukking "Het is een dubbeltje op z'n kant" vindt z'n oorsprong in de bijna onmogelijke gebeurtenis dat bij 'kruis of munt' de munt niet op een van de zijden valt, maar op z'n kant blijft staan.
- De Spaanse benamingen kunnen verwarrend overkomen. Daar zegt men namelijk cara o cruz, gezicht of kruis. Met cruz wordt hierbij niet naar wat in het Nederlands de kruiszijde is bedoeld, maar naar de muntkant.